# Stardust (film)
Stardust är en fantasyfilm från 2007 i regi av Matthew Vaughn. Filmen är baserad på Neil Gaimans roman Stjärnstoft. I huvudrollerna ses bland andra Claire Danes, Charlie Cox, Robert De Niro och Michelle Pfeiffer.

## Handling
Filmen, precis som boken, utspelar sig i slutet av 1800-talet, då den unge pojken Tristan Thorn (spelad av Charlie Cox) förälskar sig i den fagra Victoria Forester (Sienna Miller). De lever båda i den lilla brittiska byn Wall Village. En kväll ser de ett stjärnfall tillsammans, och Tristan lovar Victoria att hämta den nedfallna stjärnan – bara han får lov att kyssa henne och be om hennes hand. Victoria går självsäkert med på Tristans förslag eftersom hon inte för ett ögonblick kan föreställa sig att han skall ge sig iväg och leta efter den fallna stjärnan.
Utanför Wall ligger en port till älvalandet och ovetande om att han är till hälften älva beger sig Tristan iväg dit i jakt på den fallna stjärnan. Genom  sina äventyr får vi reda på att han inte är ensam i sin jakt, och inte heller är den fallna stjärnan, Yvaine (spelad av Claire Danes), villig att följa med till England och bli en gåva till Victoria.

## Rollista i urval
- Claire Danes - Yvaine, den nedfallna stjärnan
- Charlie Cox - Tristan Thorn
- Michelle Pfeiffer - Lamia
- Mark Strong - Prins Septimus
- Robert De Niro - Kapten Shakespeare på Caspartine
- Jason Flemyng - Prins Primus
- Rupert Everett - Prins Secundus
- Kate Magowan - Prinsessan Una
- Ricky Gervais - Ferdiland "Ferdy"
- Peter O'Toole - Kungen av Stormhold
- Joanna Scanlan - Mormo, Lamias syster
- Sarah Alexander - Empusa, Lamias andra syster
- Mark Heap - Prins Tertius
- Julian Rhind-Tutt - Prins Quartus spöke
- Adam Buxton - Prins Quintus spöke
- David Walliams - Prins Sextus spöke
- Nathaniel Parker - Dunstan Thorn
  - Ben Barnes - Dunstan Thorn som ung
- Sienna Miller - Victoria Forester
- Henry Cavill - Humphrey
- David Kelly - murvakten
- Melanie Hill - Ditchwater Sal
- Mark Williams - Billy
- Jake Curran - Bernard
  - Olivia Grant - Bernards kvinnliga version
- George Innes - the Soothsayer
- Dexter Fletcher - the Skinny Pirate
- Eliot (Coco) Sumner - Ingrid, Yvaines syster
- Ian McKellen - berättare

## Produktion
Den ursprungliga romanen skrevs av Neil Gaiman under 1998 och filmrättigheterna gick först till Miramax Films 1998/1999, men enligt Gaiman  gick filmidén "igenom en otillfredsställande utveckling" och han återkallade filmrättigheterna efter att de gått ut. Till sist började Gaiman diskutera med regissörerna Terry Gilliam och Matthew Vaughn, och trots att de båda drog sig ur för att göra andra filmer (Bröderna Grimm respektive Layer Cake) så höll Gaiman och Vaughn kontakten. Efter att Vaughn lämnat produktionen av X-Men: The Last Stand i januari 2005 var han intresserad av att utveckla romanen till film. I oktober 2005 gick man till förhandling med Paramount Pictures om att regissera och producera Stardust med en budget på 70 miljoner amerikanska dollar.
Filmatiseringen skrevs av Vaughn och Jane Goldman. Vaughn beskrev sin vision för filmen som att han ville göra "The Princess Bride med en ton av Midnight Run".
Svårigheterna med filmatiseringen visade sig främst vara att beskriva den mörka stämningen och miljön från romanen, som egentligen är en vuxensaga med inslag av både våld och sex. Med Gaimans välsignelse gjorde Goldman och Vaughn rätt drastiska förändringar och lät filmversionen bli mer humorbetonad.
Filmen spelades huvudsakligen in i Pinewood Studios i London, England, men man filmade också på skotska höglandet, i Island och i ett skogsparti utanför Ashridge Business school i Hertfordshire. Under sommaren 2006 filmade man vid Stowe School i Buckinghamshire och byn Castle Combre i Wiltshire.
Förutom detta så gjorde man om byn Elm Hill i Norwich till älvalandet Stormhold.